# Campionato mondiale militare di scherma 1962
Il Campionato mondiale militare di scherma del 1962 ("1962 World Military Fencing Championships") è stato organizzato dalla Federazione internazionale della scherma e si è svolto a Stoccolma in Svezia dal 20 al 24 agosto.
Nel fioretto, si è aggiudicato il titolo di campione mondiale militare il danese Sven Erik Von Der Osten, che ha battuto in finale il belga Carlos Holvoet.
Nella spada l'austriaco Rudolf Trost ha battuto in finale il libanese Michel Saykali, ottenendo il titolo mondiale militare maschile.
Nella sciabola il belga Jose Van Baelen prevale sull'austriaco Josef Wanetschek.
Nel campionato mondiale militare a squadre maschili, la nazionale danese ha prevalso nella finale del fioretto contro l'Italia, mentre la nazionale svedese ha vinto nella spada contro la formazione austriaca, ed infine la nazionale belga ha avuto la meglio sulla compagine italiana nella sciabola.

## Podi

### Uomini
| Specialità  | Oro                                                        | Argento                                                  | Bronzo                                                 |
| Individuali |                                                            |                                                          |                                                        |
| Fioretto    | Sven Erik Von Der Osten                                    | Carlos Holvoet                                           | Ole Skov                                               |
| Spada       | Rudolf Trost                                               | Michel Saykali                                           | Francois Dehez                                         |
| Sciabola    | Jose Van Baelen                                            | Josef Wanetschek                                         | Marcel Van Der Auwera                                  |
| A squadre   |                                                            |                                                          |                                                        |
| Fioretto    | Danimarca Palle Ravn Ole Skov Sven Erik Von Der Osten -    | Italia Alberto Franchini Rolando Rigoli Aldo Stefanini - | Austria Udo Birnbaum Volker Hrovath Rudolf Trost -     |
| Spada       | Svezia Hans Lagerwall Orvar Lindwall John Sandwall -       | Austria Lichtner-Oyer Hubert Polzhuber Rudolf Trost -    | Belgio Daelman Francois Dehez Lucien Depauw -          |
| Sciabola    | Belgio Roger Petit Jose Van Baelen Marcel Van Der Auwera - | Italia Fortuzzi Mario Germani Rolando Rigoli -           | Austria Udo Birnbaum Volker Hrovath Josef Wanetschek - |

## Medagliere
| Pos.   | Nazione   | Oro | Argento | Bronzo | Totale |
| ------ | --------- | --- | ------- | ------ | ------ |
| 1      | Belgio    | 2   | 1       | 3      | 6      |
| 2      | Danimarca | 2   | 0       | 1      | 3      |
| 3      | Austria   | 1   | 2       | 2      | 5      |
| 4      | Svezia    | 1   | 0       | 0      | 1      |
| 5      | Italia    | 0   | 2       | 0      | 2      |
| 6      | Libano    | 0   | 1       | 0      | 1      |
| Totale | Totale    | 6   | 6       | 6      | 18     |